# Johannes Frasnelli
Johannes Andreas Ernst Frasnelli (* 1974 in Luzern) ist ein Mediziner und Hochschullehrer mit Schweizer, italienischer und kanadischer Staatsangehörigkeit.

## Leben
Frasnelli kam in der Schweiz, dem Heimatland seiner Mutter, zur Welt und wuchs in Algund in Südtirol auf. Er besuchte das Realgymnasium Meran „Albert Einstein“, 1993 nahm er an der Universität Wien ein Medizinstudium auf, das er 2001 abschloss.
Seine Doktorarbeit verfasste er an der Universität Wien zum Thema „Riechen und Schmecken bei chronischer Niereninsuffizienz“. Anschließend war Frasnelli am Interdisziplinären Zentrum für Riechen und Schmecken an der Technischen Universität Dresden als wissenschaftlicher Mitarbeiter tätig und blieb dort bis 2005.
In den Jahren 2006 und 2007 forschte er an der McGill University in Kanada und war 2008 sowie 2009 ebenfalls in Montréal am Kinderkrankenhaus Centre hospitalier universitaire Sainte-Justine tätig. 2009 wurde an der Technischen Universität Dresden seine Habilitation (Titel: „Das intranasale trigeminale System“) angenommen, Erstgutachter der Arbeit war Thomas Hummel.
2010 weilte Frasnelli für einige Monate als Gastwissenschaftler am Forschungsinstitut Monell Chemical Senses Center im US-Bundesstaat Pennsylvania, von 2010 bis 2013 war er zudem Mitarbeiter an der Université de Montréal. In den Jahren 2013 und 2014 hatte er in Montréal eine Stelle am Krankenhaus Hôpital du Sacré-Cœur inne, im Juni 2014 trat er eine Professur in der Abteilung für Anatomie der Université du Québec à Trois-Rivières an.
Frasnelli beschäftigt sich in seiner wissenschaftlichen Arbeit insbesondere mit dem Geruchssinn des Menschen, unter anderem mit dem Zusammenhang zwischen dem Geruchssinn und dem Gehirn sowie dem Einfluss von Krankheiten auf den Geruchssinn. Er veröffentlichte 2019 das Buch „Wir riechen besser als wir denken“, das vom österreichischen Bundesministerium für Bildung, Wissenschaft und Forschung in der Kategorie Medizin/Biologie als Wissenschaftsbuch des Jahres 2020 ausgezeichnet wurde.

## Veröffentlichung
- Wir riechen besser als wir denken: Wie der Geruchssinn Erinnerungen prägt, Krankheiten vorhersagt und unser Liebesleben steuert. Molden Verlag, Wien 2019, ISBN 978-3-22215037-1.